# 아프리카더스키땃쥐
아프리카더스키땃쥐(Crocidura annamitensis)는 땃쥐과에 속하는 땃쥐의 일종이다. 콩고민주공화국에서 발견되며, 숲에서 서식한다.